# Issei Otake
Issei Otake (em japonês:  大竹 壱青, Otake Issei, Kanagawa, 3 de dezembro de 1995) é um voleibolista indoor japonês que atua na posição de oposto.

## Carreira

### Clube
Otake jogou voleibol universitário pela Universidade de Chuo de 2014 a 2017. Na temporada 2017-18 assinou seu primeiro contrato profissional com o United Volleys Frankfurt para atuar no campeonato alemão. Em 2018, o oposto voltou a atuar no seu país natal após ser contratado pelo Panasonic Panthers.
Na temporada 2018-19 conquistou o título do campeonato japonês ao derrotar o JT Thunders nas finais.

### Seleção
Otake disputou o Campeonato Asiático Sub-21 de 2014, ficando na 5ª colocação. Em 2017 conquistou o título do Campeonato Asiático ao derrotar a seleção do Cazaquistão por 3 sets a 1. Ficou na quarta colocação na Copa do Mundo de 2019. Disputando seu primeiro mundial adulto, ficou na 17ª colocação no Campeonato Mundial de 2018.
Em 2021 o oposto foi vice-campeão do Campeonato Asiático ao ser derrotado na final pela seleção iraniana. No ano seguinte conquistou o vice-campeonato da Copa Asiática de 2022, sendo premiado como melhor oposto do torneio.

## Títulos
Panasonic Panthers
- Campeonato Japonês: 2018-19

## Clubes
| Anos      | Clube                    |
| --------- | ------------------------ |
| 2017–2018 | United Volleys Frankfurt |
| 2018–     | Panasonic Panthers       |

## Prêmios individuais
- 2022: Copa Asiática – Melhor oposto